# Heřmanovice
Heřmanovice (en allemand : Hermannstadt) est une commune du district de Bruntál, dans la région de Moravie-Silésie, en République tchèque. Sa population s'élevait à 308 habitants en 2021.

## Géographie
Heřmanovice se trouve à 9 km au nord de Vrbno pod Pradědem, à 24 km au nord-nord-ouest de Bruntál, à 75 km au nord-ouest d'Ostrava et à 212 km à l’est de Prague.
La commune est limitée par Zlaté Hory au nord, par Petrovice et Město Albrechtice à l'est, par Holčovice à l'est et au sud, et par Bělá pod Pradědem à l'ouest.

## Histoire
La première mention écrite de la localité date de 1339.

## Galerie

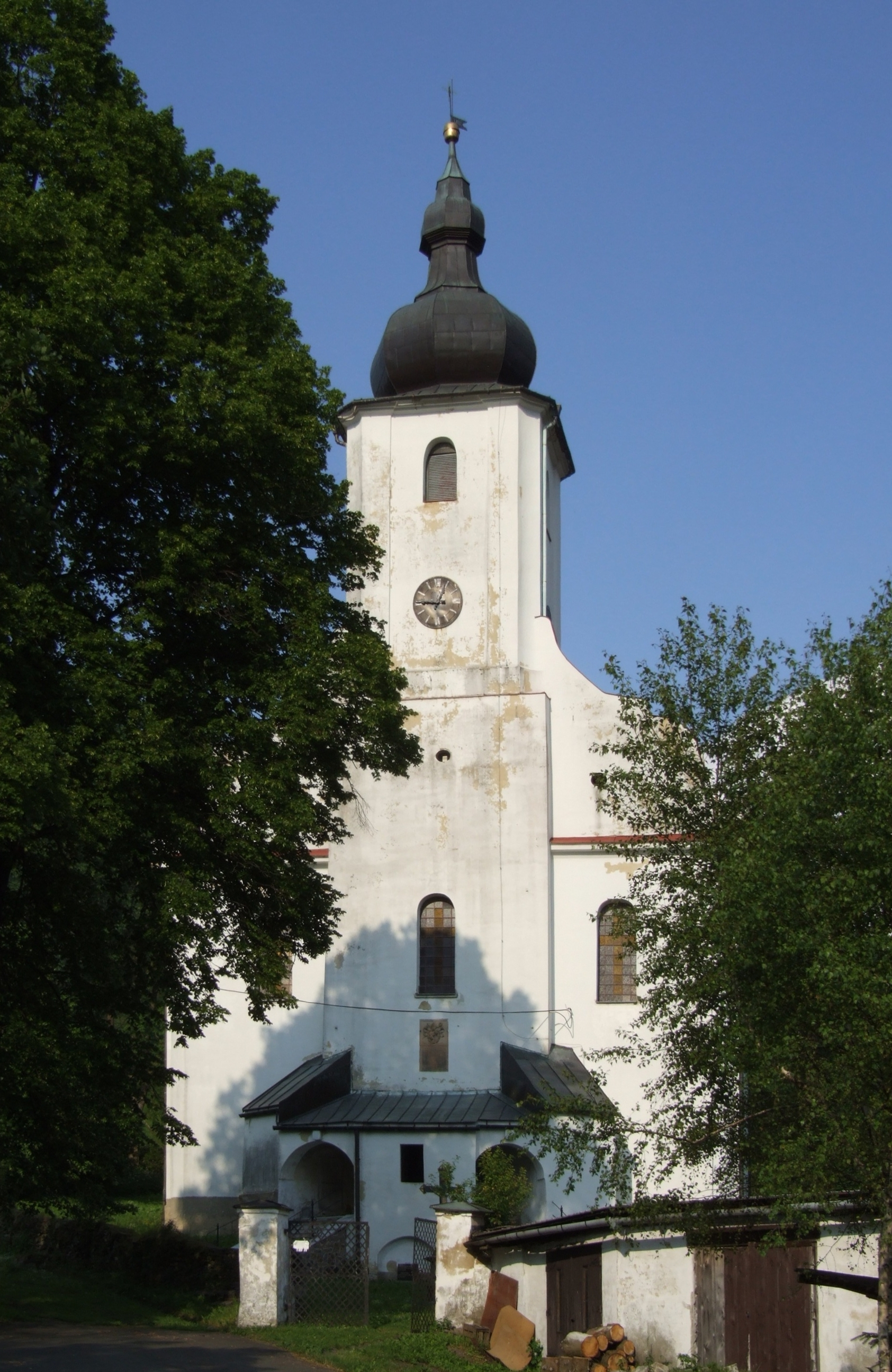
Église Saint-André.
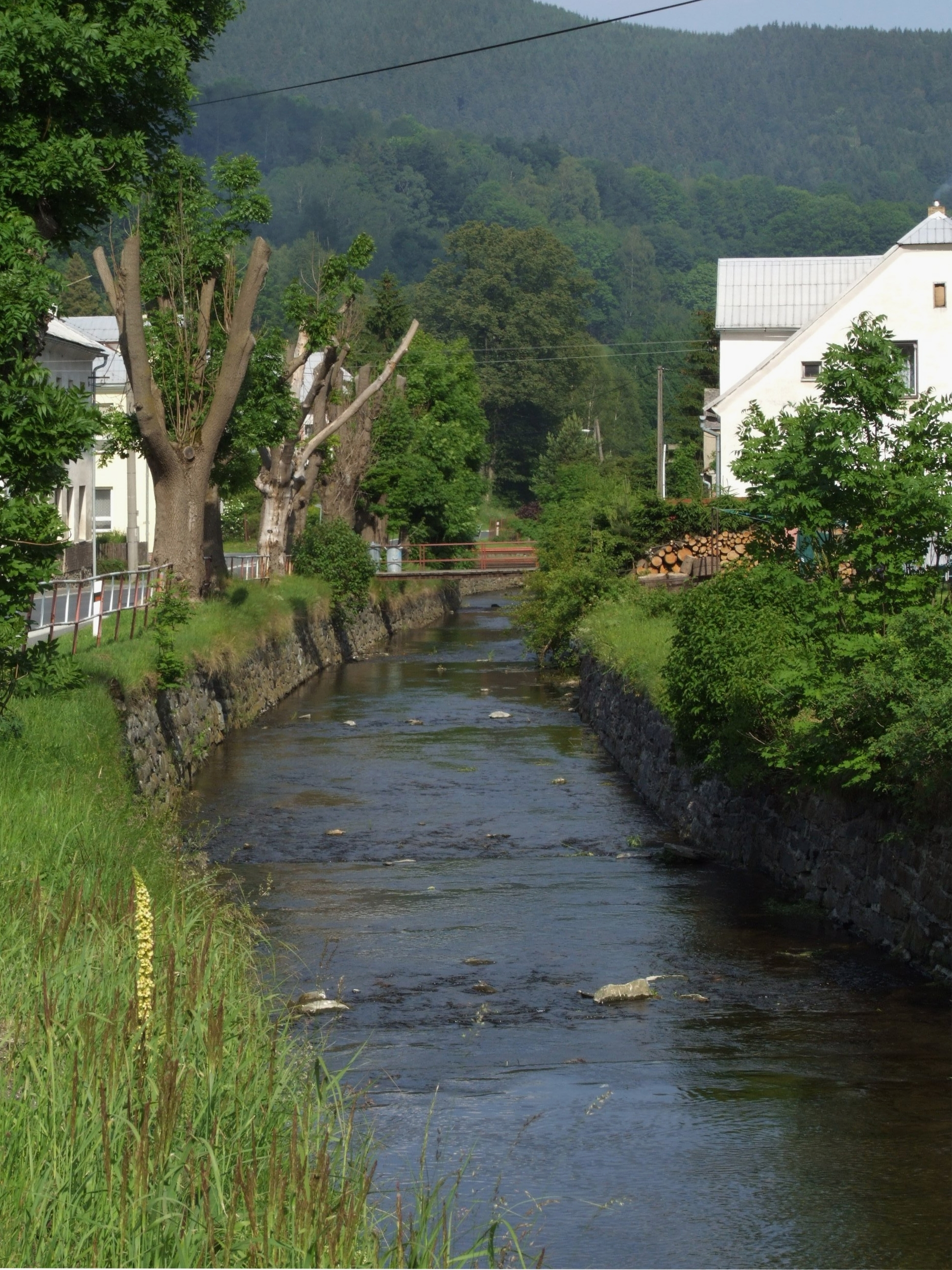
Rivière Opavice.

## Transports
Par la route, Heřmanovice se trouve à 13 km de Vrbno pod Pradědem, à 36 km de Bruntál, à 96 km d'Ostrava et à 270 km de Prague.